# C. S. Lewis
Pour les articles homonymes, voir Clive Lewis et Lewis.
Clive Staples Lewis, plus connu sous le nom de C. S. Lewis, né à Belfast le 29 novembre 1898 et mort à Oxford le 22 novembre 1963, est un écrivain et universitaire britannique. Il est connu pour ses travaux sur la littérature médiévale, ses ouvrages de critique littéraire et d'apologétique du christianisme, ainsi que pour la série des  Chroniques de Narnia parues entre 1950 et 1957.
Ami très proche de J. R. R. Tolkien, l'auteur du Seigneur des anneaux, il enseigne à ses côtés à la faculté de littérature anglaise de l'université d'Oxford ; ils faisaient tous deux partie du cercle littéraire des Inklings. Partiellement en raison de l'influence de Tolkien et de la lecture de G. K. Chesterton, Lewis s'est reconverti au christianisme, devenant, selon ses propres termes, « un très ordinaire laïc de l'Église d'Angleterre » ; cette reconversion a eu de profondes conséquences sur son œuvre. Il a acquis une grande popularité par les chroniques radiophoniques sur le christianisme qu'il a données au cours de la Seconde Guerre mondiale et obtenu un énorme succès avec ses livres de fantasy pour enfants.
Les œuvres de C. S. Lewis ont été traduites en plus de 40 langues et le recueil des Chroniques de Narnia s'est vendu à plus de 120 millions d'exemplaires dans le monde et continue à se vendre au rythme de plus d'un million d'exemplaires par an. Le Monde de Narnia a également été adapté à plusieurs reprises au théâtre et au cinéma.

## Biographie

### Enfance
Venu au monde le 29 novembre 1898, au sein d'une famille protestante aisée d'origine galloise, dans une maison de campagne à quelques kilomètres de Belfast en Irlande, Clive Staples Lewis est le deuxième enfant d'Albert James Lewis (1863–1929), un solliciteur, et de Flora Augusta Hamilton Lewis (1862-1908) ; son frère Warren Hamilton Lewis est son aîné de trois ans. La famille déménage en 1905 dans une grande maison appelée Little Lea, à Strandtown, toujours en Irlande du Nord. En 1908, sa mère décède à la suite d'un cancer ; c'est un véritable drame pour Clive Staples.
Ce décès marque la famille Lewis et resserre les liens qui les unissent. Warren part en pension, ce qui contribue à la passion précoce pour la lecture et l'écriture de Clive Staples. Ils se retrouvent néanmoins régulièrement et écrivent ensemble les Chroniques de Boxen, une histoire qui se déroule dans un monde peuplé d'animaux. Un troisième grand malheur vient ensuite frapper Clive Staples : son propre départ en pension, moins d'un mois après la disparition de sa mère. Il rejoint ainsi son frère à l'école de Wynyard, à Watford, en Angleterre.
Il décrit cette expérience comme celle d'un « camp de concentration ». En effet, le directeur de cette école est sadique et autoritaire, autant envers ses élèves qu'avec ses collaborateurs. C. S. Lewis reste longtemps marqué par les sévices subis et observés à Wynyard. Deux ans plus tard, l'école fait faillite et ferme. À la rentrée de 1910, Albert Lewis l'inscrit dans une école à Belfast même. Entré en septembre, Clive Staples en sort en novembre pour des raisons de santé. Un an plus tard, il entre à la Cherbourg School, où il vit tranquillement pendant deux ans. Ce changement de vie contribue à lui faire perdre la foi.

### Études
Il entre en septembre 1913 au Malvern College, qu'il décrit sous le nom de « Wyvern » dans son autobiographie. Lewis porte un regard extrêmement critique sur la pression considérable qui pèse sur les élèves, plus soucieux de leur réputation et de leur place au sein de la hiérarchie non officielle de l'établissement que de leur réussite scolaire ; à tel point qu'il considère la pédérastie qui y est pratiquée comme « la seule oasis au milieu du désert brûlant des ambitions rivales ». Quant à lui, n'appréciant guère le sport et n'étant pas intéressé par les amours homosexuelles, il se consacre tout entier à son intérêt grandissant pour les mythologies celtiques et nordiques.

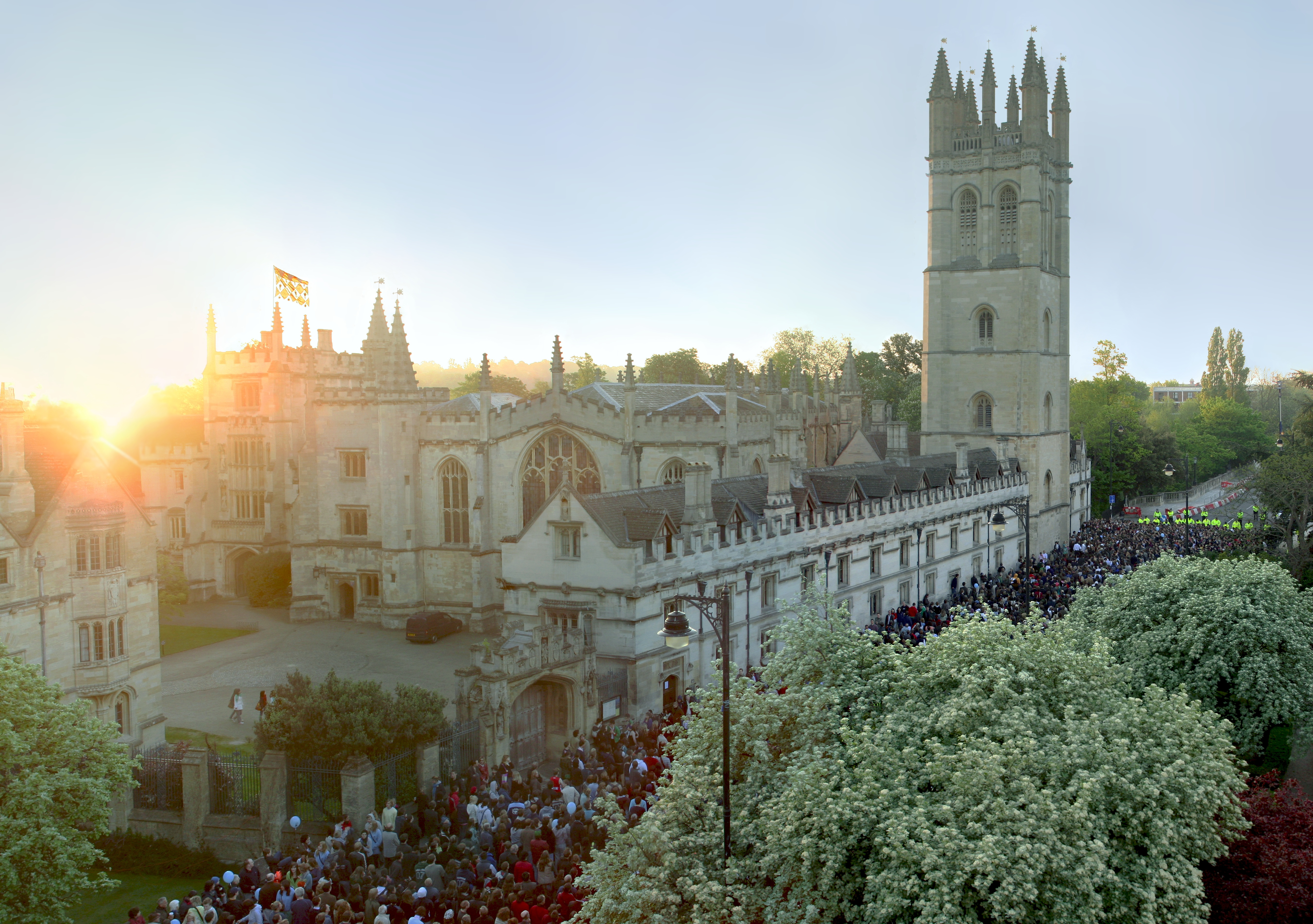
Magdalen College (Oxford)

En 1914, il part suivre des cours privés au domicile de W. T. Kirpatrick, un ami de son père, ancien proviseur du Lurgan College. Chez lui, il découvre la littérature classique, pour laquelle il se prend de passion. Le nom de ce professeur a peut-être inspiré Lewis pour le nom du héros du livre Le Neveu du magicien dans Le Monde de Narnia. D'après son autobiographie, les deux années passées chez M. Kirpatrick furent pour lui idylliques ; Lewis appréciait tout particulièrement les longues conversations durant lesquelles son précepteur le contraignait à s'assurer de la pertinence de ce qu'il disait et à approfondir ses raisonnements. Il pallie son relatif isolement en entretenant une correspondance régulière avec son ami d'enfance Arthur Greeves, qui partage sa passion pour les récits mythologiques.
Après avoir passé une partie des examens d'entrée à l'University College d'Oxford, il est appelé, sous les drapeaux, au régiment d'infanterie légère du Somerset. Il prend donc part à la Première Guerre mondiale et combat dans les tranchées, en France, où il est blessé par des éclats d'obus le 15 avril 1917, au cours de la bataille d'Arras. Rapatrié en Angleterre, il est libéré de ses obligations militaires en décembre 1918. Il reprend les études à Oxford, et mène de front plusieurs brillants cursus en philosophie, lettres classiques et littérature anglaise.

### Conversion et premières œuvres

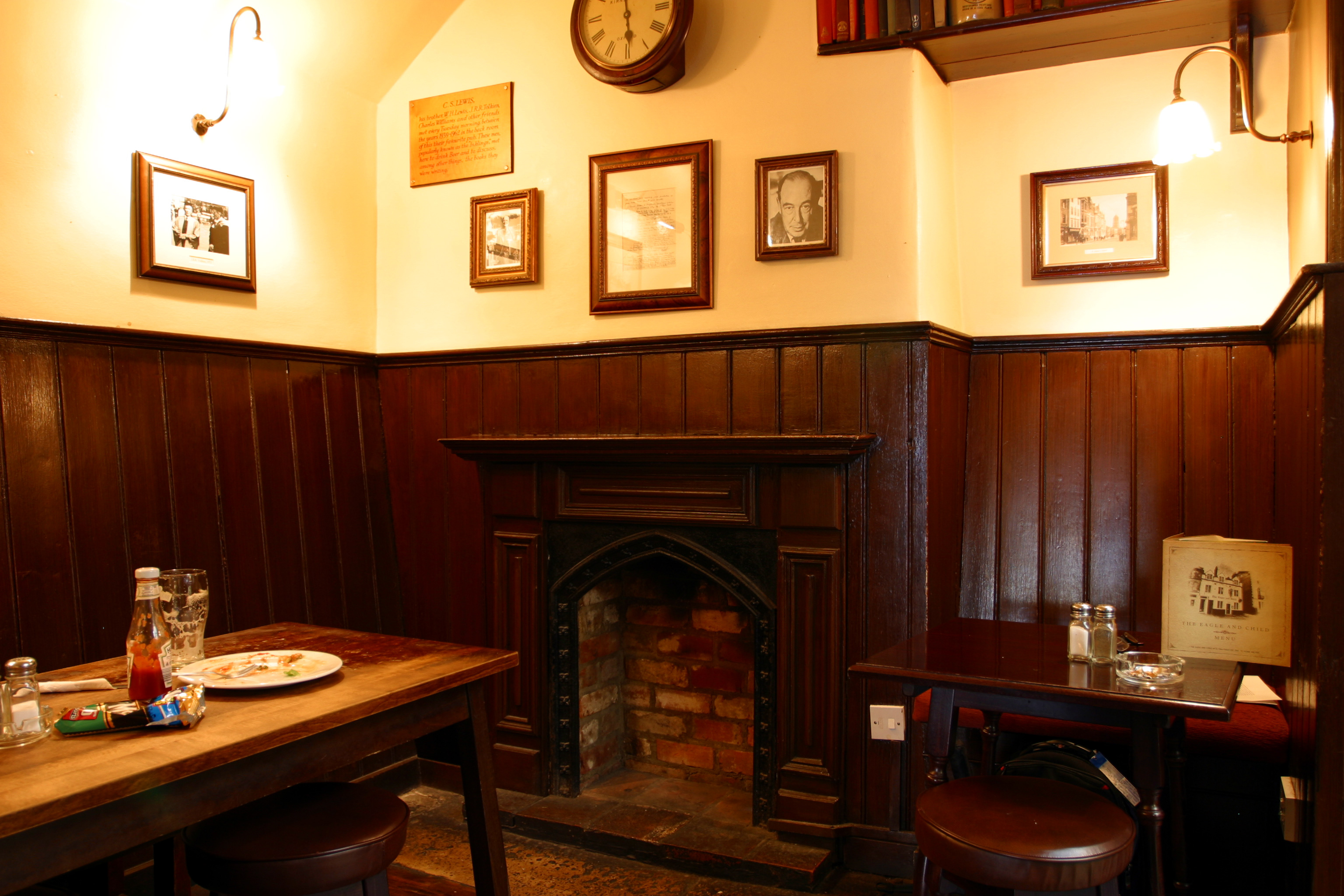
Le coin du pub ou les membres des Inklings se réunissaient.

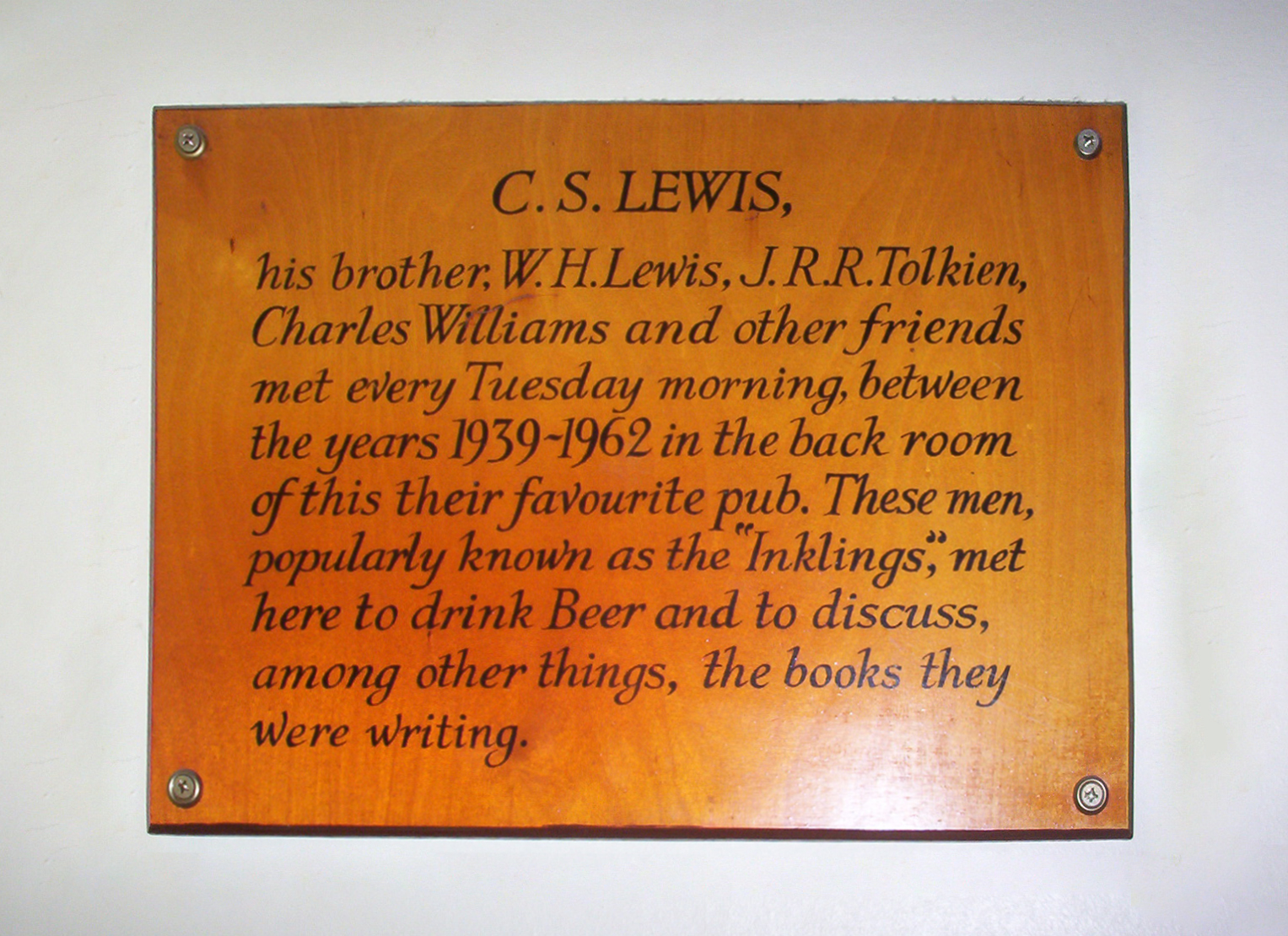
Inscription qui se trouve dans le pub The Eagle and Child à Oxford.

À la suite d'un long cheminement, qui avait commencé à la fin de ses études universitaires, Lewis se reconvertit au christianisme en 1931, sous l'influence, entre autres, de la lecture de George MacDonald et G. K. Chesterton, et de conversations avec J. R. R. Tolkien et Hugo Dyson. Il redevient dès lors membre de l'Église anglicane, au grand désarroi de Tolkien qui avait espéré l'amener à la foi catholique. Il conserve toute sa vie cette identité religieuse, et une théologie anglicane orthodoxe(Anglicanisme?), bien qu'il soit resté scrupuleusement non confessionnel dans ses écrits apologétiques. 
Certaines notions proches du catholicisme se trouvent dans ses écrits (par exemple : l'expiation des péchés véniels au purgatoire après la mort dans Le Grand Divorce entre le ciel et la terre et Lettres à Malcolm ; les péchés mortels dans Tactique du diable) ; ces notions sont toutefois largement admises dans l'Anglicanisme, notamment dans la Haute Église ou dans l'Anglo-catholicisme. Il a par ailleurs reconnu qu'il n'allait initialement à l'église que pour recevoir la communion et qu'il avait toujours été déçu par la piètre qualité des chants religieux et des sermons entendus à l'église, mais aussi qu'il avait graduellement appris à apprécier le fait de pratiquer sa religion aux côtés de croyants simples, portant des vêtements usés et des chaussures de travail, qui chantaient toutes les strophes des cantiques.
Sa conversion est décrite dans son autobiographie, Surpris par la joie - qui permet par ailleurs de connaître assez bien les premières années de sa vie. Son itinéraire spirituel est également relaté dans Le Retour du pèlerin (The Pilgrim's Regress), une parodie du Voyage du pèlerin de John Bunyan.
Ami intime de J. R. R. Tolkien (auteur du Hobbit et du Seigneur des Anneaux, pour lesquels Lewis écrit d'élogieuses critiques sous couvert d'anonymat), ils fréquentent ensemble un cercle littéraire qui s'appelait les « Inklings », où l'on retrouve également Owen Barfield. On y lit pour la première fois les romans de Lewis, Tolkien et de Charles Williams. Généralement, ils se rencontraient au pub The Eagle and Child à Oxford, et les discussions avaient lieu autour d'une bière.
Dès 1925, il enseigne à l'université d'Oxford, et préside l'Oxford Socratic Club où croyants et incroyants débattent de la validité du christianisme. Lewis intervient souvent dans ces débats. Des personnages connus y participent, comme le biologiste Konrad Lorenz, mais aussi J. B. S. Haldane et Jacob Bronowski. En 1936, il publie L'Allégorie de l'amour, une étude sur la littérature médiévale qui lui vaut immédiatement une grande réputation.
Il se fait également connaître du grand public grâce à ses interventions à la BBC sur « l'essence du christianisme » (Mere Christianity) données durant de la Seconde Guerre mondiale.

### Œuvres de fiction, essais et dernières années
Plus tard, il devient professeur de littérature anglaise de la Renaissance et du Moyen Âge à l'Université de Cambridge. Ses travaux sur la littérature anglaise du XVIe siècle sont toujours considérés comme des références sur le sujet. Les Miracles, en 1947, rassemble quelques-unes de ses réflexions apologétiques. Il écrit plusieurs livres de fiction principalement destinés à la jeunesse, dont les Chroniques de Narnia, en sept tomes. Il a également écrit le roman Un Visage pour l'éternité en 1956.
Le film Les Ombres du cœur (Shadowlands) de Richard Attenborough, décrit sa rencontre avec Joy Gresham, sa future femme, qui intervient à cette période. Juive, communiste, celle-ci s'est convertie au christianisme, et, séparée de son mari, vit à Londres avec ses deux fils, David et Douglas. C. S. Lewis l'épouse religieusement en 1956, alors qu'elle est déjà atteinte d'un cancer des os dont elle meurt en 1960. Une brève rémission, au début de l'année 1960, avait été l'occasion d'un voyage en Grèce – c'était alors la première fois que l'écrivain quittait les îles Britanniques depuis 1918. À la suite de la mort de Joy, il écrit sa souffrance dans un petit livre, A Grief Observed, qu'il fait paraître sous le pseudonyme de N. W. Clerk. Mais à force d'entendre ses amis lui recommander ce livre pour mieux comprendre les sentiments qu'il éprouvait après le décès de sa femme, Lewis finit par reconnaître avoir écrit l'ouvrage.
En 1970 paraît sa « Théorie humanitaire du châtiment » dans son ouvrage Dieu au banc des accusés (God in the Dock), 1970 (paru en France en 1982). Selon lui, les seuls motifs légitimes pour punir sont le désir de dissuader par l’exemple ou de corriger le criminel. C. S. Lewis explique pourquoi cette théorie en apparence miséricordieuse dissimule en fait la possibilité d’une cruauté et d’une injustice sans fin.
Atteint de néphrite, puis de septicémie, il doit démissionner de son poste à Cambridge à l'été 1963. Sa mort, le 22 novembre 1963, passe complètement inaperçue, car elle survient le jour de l'assassinat du président Kennedy et de la mort d'Aldous Huxley. Cette coïncidence inspirera, vingt ans plus tard, l'ouvrage de Peter Kreeft Between Heaven and Hell, un dialogue fictif entre les trois personnages à leur arrivée au Purgatoire. 
C. S. Lewis est enterré à Oxford, dans le cimetière de Holy Trinity Church, dans l'Église anglicane. On célèbre sa mémoire le 22 novembre.

## Apologétique de C. S. Lewis
(août 2024).

### Notion de «simple christianisme»
Hormis les Chroniques de Narnia, C. S. Lewis est connu aujourd’hui pour son travail apologétique. Il est l'apologète chrétien le plus célébré durant le XXe siècle. Plus de quarante ans après sa mort, il exerce toujours une influence. Ses travaux sont lus également par des protestants et des catholiques.
Ses réalisations sont généralement acclamées, mais ne manquent pas d'être critiquées. Durant sa vie, il a dû faire face aux objections de son coreligionnaire anglican, W. Norman Pittinger, et de la philosophe catholique Elizabeth Anscombe. En 1985, vingt-deux années après sa mort, un livre entier visait à réfuter son entreprise apologétique, publié par le philosophe John Beversluis. 
Les critiques reflètent souvent les présupposés de leurs auteurs… L’un des problèmes vient de la notion de « simple christianisme » (« mere Christianity »). Ce concept a donné le titre original de l’ouvrage, qui s’intitule en français Les Fondements du christianisme, et que Lewis avait choisi comme point de vue à défendre. 
L'objection est que le « simple christianisme » est une notion floue ; des différences majeures existent entre protestants et catholiques, et ne peuvent être évacuées. En réponse, Lewis comparait le simple christianisme à une pièce au travers de laquelle on trouve son chemin pour se rendre dans les chambres d’une maison. Cette pièce n’est pas l’endroit où le premier venu souhaite rester, mais c’est un endroit à partir duquel on trouve un accès à l’une ou l’autre des autres pièces ; on reconnait par là-même que ceux qui sont dans les chambres voisines sont des membres de la même maison. 
Par « simple christianisme », Lewis voulait parler du fonds commun de doctrines et de pratiques enracinées dans l’Écriture chrétienne (la Bible) et les premiers credo, qui sont fondateurs pour la plupart des églises chrétiennes.

### Une apologétique méthodique du christianisme
Lewis développait son apologétique du christianisme en trois étapes. D’abord, il commençait par établir l’existence de Dieu sur des fondements qui étaient éminemment philosophiques. Ensuite, il cherchait à démontrer que Dieu s’est révélé de manière prééminente en Christ et dans la religion chrétienne. Enfin, il défendait le théisme et le christianisme contre des objections courantes, comme le problème du mal.
Contre l’agnosticisme qui prévalait en son temps et toujours aujourd’hui, Lewis croyait qu’il était possible de démontrer l’existence de Dieu, du moins dans le sens de rendre l’existence de Dieu de loin plus vraisemblable que sa non-existence. Il était conscient de l’argument ontologique qu’on rapproche souvent de Descartes ou d’Anselme de Cantorbéry, et des arguments d’ordre cosmologique présentés classiquement par Thomas d’Aquin. Pour ce qui est de l’argument ontologique qui déduit l’existence de Dieu du concept même de l’Être Nécessaire, il disait dans une lettre à son frère Warren que l’argument ne serait pas valide à moins qu’on établisse d’abord que l’idée de l’Être Nécessaire, de laquelle cet argument part, est objectivement fondée et n’est pas une vague fabrication de nos esprits. Il ne rejetait pas les arguments cosmologiques partant des faits que sont le changement, la causalité, et la contingence, mais il confessait dans une lettre à son ami Bede Griffiths qu’ils n’étaient pas efficaces pour lui, personnellement. Mais ses preuves favorites à lui sont celles découlant de la moralité, de la raison, et du désir.
Lewis était convaincu que ses arguments, surtout lorsqu’ils étaient pris ensemble en convergence, établissaient l’existence d’un Dieu personnel qui est la source de la moralité, de la rationalité, et la source d’une joie spirituelle. Dieu se tient au-dessus et au-delà de l’ensemble de la création en tant que son éternel fondement. Cette idée de Dieu, affirme-t-il, est de loin plus plausible que le panthéisme (ou plus exactement en français, panenthéisme), qui mélange tellement Dieu et le monde que Dieu ne pourrait pas exister à moins que le monde n’existe. Après avoir effleuré quelque temps une sorte de panenthéisme hégélien, Lewis en est venu à réaliser qu’un Dieu indistinct du monde ne pourrait pas être inconditionnellement vrai et bon. Les preuves qui sont ici résumées établissent l’existence d’un Dieu qui ne peut être touché par le mal.

#### La moralité
L’argument découlant de la moralité (argument from morality), que Lewis avait assez amplement avancé dans ses causeries à la radio, « The Case for Christianity » (comprenez « les arguments en faveur du christianisme »), commence avec l’affirmation que nous sommes inconditionnellement forcés de faire du bien et à éviter le mal. Tous les êtres humains normaux jugent spontanément que certaines actions sont mauvaises et devraient ne pas être menées. Ils savent qu’ils devraient être honnêtes, sincères, tempérants, justes, et aimants envers les autres – et qu’il leur est interdit de commettre le vol, le parjure, l’adultère, le meurtre, et tout ce genre de choses. Il peut y avoir des désaccords sur les détails du code moral, mais pas sur son caractère obligatoire. La question est de savoir d’où provient cette obligation. D’après la tradition classique de théologie chrétienne, qui remonte à saint Paul, cette obligation vient de Dieu qui, pour ainsi dire, écrit Sa loi sur le cœur humain, afin que même les gens auxquels une loi morale positive n’a pas été proclamée aient un sens inné de ce qui est commandé ou prohibé. Lorsqu’ils font du mal, ils souffrent d’une mauvaise conscience et réalisent qu’ils méritent d’être punis.
Lewis prend en charge et réfute les objections les plus courantes à cet argument. Il donne des raisons solides pour refuser que le sens de l’obligation morale pourrait émaner d’un instinct de masse (ou instinct grégaire), d’une convention sociale, ou développer un surmoi au sens freudien. S’adressant à une audience populaire, Lewis n’entre pas dans chaque détail technique ni ne réfute chaque difficulté, mais il met en avant les essentiels dans un langage simple et persuasif.

#### La raison
La seconde preuve favorite de Lewis, l’argument découlant de la raison, apparaît dans son livre Miracles. Un certain type de naturalisme, observe-t-il, caractérise la pensée rationnelle comme simple produit de réflexes nerveux, d’instincts, et d’habitudes. Lewis réplique que le conditionnement physique ou psychologique ne peut pas expliquer notre pouvoir d’émettre des jugements sur la vérité ou sur l’erreur. Nous sommes conscients que nos jugements sont déterminés non par des forces subrationnelles mais par la réalité telle qu’elle affecte nos esprits. Le pouvoir d’arriver à la compréhension au travers d’explications rationnelles est une preuve de l’affinité entre l’esprit et la réalité. Cela n’est explicable que s’il y a un esprit tel quel authentique  qui rend compte à la fois d’une intelligence et d’intelligibilité.
La présentation dépouillée par Lewis de ses arguments laisse du travail à faire encore. Elle connaît des ancêtres qui remontent loin de Platon à Anaxagore, et ressemble ainsi à l’argument pour l’existence de Dieu proposé dans des termes très techniques par Bernard Lonergan et popularisé dans divers travaux apologétiques de Hugo Meynell. Pour tous ces auteurs, la merveilleuse correspondance entre la raison et la réalité implique que la réalité est imprégnée d’un ordre qui remonte à un Esprit créateur. L’attention de Lewis ne s’attache point tellement à l’intelligibilité du monde qu’à la capacité de l’esprit pour la vérité, qui selon son avis ne peut pas être expliquée par une sélection naturelle mais uniquement par un Créateur intelligent.

#### Le désir
Le troisième argument de Lewis part du désir naturel d’une union avec Dieu. L’idée que l’âme humaine est naturellement attirée vers une union tellement bénie est omniprésente dans la tradition chrétienne. Augustin d'Hippone l’exprimait dans une forme classique lorsqu’il s’exclamait dans les Confessions : « Tu nous as faits pour toi, Seigneur, et notre cœur est sans repos tant qu’il ne repose en toi » (Confessions, I:1) Ce désir pour Dieu ne fut pas proposé dans la forme d’une preuve, il semble, jusqu’au XXe siècle. Influencés par le jésuite belge Joseph Maréchal, le jésuite français Henri de Lubac et le jésuite allemand Karl Rahner en ont fait leur preuve première pour l’existence de Dieu. Lewis n’était apparemment pas familier de ces auteurs du Continent, mais il pourrait bien avoir trouvé des ingrédients pour son propre argument chez le théologien anglican Richard Hooker.
L’argument se développe en plusieurs étapes. D’abord, on doit établir que tous les êtres humains ont par nature un désir pour quelque chose qui transcende l’ensemble de la création. D’après Lewis, c’est un désir secret qu’on a besoin de découvrir, mais un besoin que chaque être humain peut discerner par une mûre introspection. Aucune joie terrestre ne peut satisfaire pleinement nos cœurs. Le nœud de l’argument est la prémisse selon laquelle aucun désir naturel ne peut être vain. Cette proposition était acceptée comme l’évidence même par Aristote et par la tradition scolastique dans son entièreté, qui souscrivait à une conception téléologique de la nature, mais elle est rejetée par les empiristes, qui rétorquent que nous manquons de sources suffisantes pour induire tout cela. Sans reporter cette objection, Lewis tire la conclusion que Dieu doit exister, car autrement le désir serait vain et n’aurait aucun objet atteignable. (L’existence d’un désir pour Dieu suppose donc que Dieu existe, s’il est admis qu’un désir ne peut être vain.)
Dans son autobiographie Surpris par la Joie, Lewis désigne cet ardent désir par le nom allemand Sehnsucht et l’analyse avec des termes très expérimentaux. Ce désir non satisfait, remarque-t-il, est plus désirable qu’une satisfaction terrestre. Pendant un temps, confesse-t-il, il ressentait ce désir à un tel point qu’il en perdit presque la vue de l’Objet divin, mais il vainquit ce subjectivisme avec l’aide du philosophe idéaliste Samuel Alexander. En fin de compte, il en est venu à réaliser qu’il s’agissait moins de sa poursuite de l’Objet que de l’Objet qui le poursuivait.

### Apologétique

#### Son approche des autres religions
Lewis ne traite pas de manière extensive les religions non chrétiennes. Une fois que l’option de la religion est faite, les seules alternatives sérieuses sont le panthéisme et le monothéisme. L’hindouisme, qui représente au mieux le panthéisme, ne satisfait pas Lewis. Il estime que le bouddhisme est une hérésie hindoue et l’islam, une hérésie chrétienne. Il faut donc choisir parmi les religions théistes – le judaïsme, et le christianisme – et si l’on peut montrer que le christianisme est divinement révélé, alors ce doit être le choix. D’autres religions ne peuvent être vraies uniquement dans la mesure où elles sont compatibles avec lui. Les chrétiens ne sont pas contraints de regarder les autres fois comme fausses, excepté sur les points où elles entrent en conflit avec la simple foi chrétienne. [Voir à ce propos l’article Wikipédia consacré à l’œcuménisme.]

#### Origine divine de la révélation chrétienne
Afin d’établir le fait de la révélation chrétienne, Lewis emprunte deux lignes de raisonnement. Sa première approche est tirée des affirmations du Christ. Dans un trilemme (appelé trilemme de Lewis) emprunté à G. K. Chesterton, il avance que quiconque se réclame être Dieu doit être soit un fou (lunatic en anglais), soit un menteur, ou effectivement, Dieu. Puisque Jésus, qui a revendiqué sa divinité, n’était ni un menteur ni un fou, il était donc Dieu. Lewis, bien sûr, sait que cet argument n’est pas si simple. Quasiment tout le monde concédera que Jésus n’était ni un fou ni un trompeur, mais Lewis veut pousser ses contradicteurs à expliquer pourquoi, après avoir avancé que Jésus était sensé et bon, ils nient sa divinité. Richard Dawkins, dans son livre Pour en finir avec Dieu, souligne une quatrième possibilité que Lewis a négligée, à savoir que Jésus pouvait être de bonne foi, mais se tromper.
La principale difficulté, bien sûr, est d’établir que Jésus a effectivement prétendu être Dieu. Il peut ne pas avoir dit brusquement « Je suis Dieu », mais d’après les Évangile s'il a parlé de lui-même comme d’un Fils dans un sens unique et transcendant. Un nombre certain des dires de Jésus impliquent clairement que le Fils préexistait avec le Père, qu’il est égal au Père, et qu’il reviendra en gloire à la fin des temps pour juger toutes les nations. Jésus a aussi prétendu pouvoir pardonner les péchés en son nom propre, un acte qu’on admet être réservé à Dieu seul.
Le second argument pour la divinité de Christ est ses miracles, un sujet sur lequel il a écrit l’un de ses livres apologétiques les plus importants. Le livre est une réponse très réussie à des auteurs tels que Hume, qui niaient le fait que les comptes rendus historiques de miracles physiques pussent être crédibles. Lewis, lui, dans une longue dissertation sur les lois de la nature, montre que de telles lois, loin d’exclure la possibilité des miracles, sont des conditions nécessaires pour leur existence. S’il n’y avait pas de lois régulières de la nature, les miracles ne pourraient pas être reconnus comme des exceptions et perdraient leur fonction de signes divins. Les miracles sont possibles, du moment que de telles lois existent, et du moment que Dieu n’est pas absolument lié aux lois qu’Il a établies. C’est vrai, il serait déraisonnable que Dieu suspende les lois de la nature de manière arbitraire, mais ce serait sensé pour Lui de les suspendre ponctuellement pour des raisons telles que la manifestation du salut.
Si les miracles se produisaient au petit bonheur la chance, les récits à leur sujet ne pourraient pas être crédibles. Mais les miracles bibliques, en général, entrent dans un modèle très évocateur, qui manifeste les desseins bienveillants de Dieu. Tous les miracles bibliques conduisent à, ou attestent de l’Incarnation que Lewis décrit comme étant « le grand miracle ». La maîtrise de Jésus sur la vie et la mort et sur les puissances de la nature est une preuve convaincante de sa divinité.
Après un examen des miracles plus communs, Lewis consacre un chapitre à la résurrection. Comme signe de l’anticipation du Royaume final, la résurrection est éminemment pertinente. Tous les efforts pour l’expliquer comme hallucination ou fabrication tombent à terre.
Lewis est bien conscient du fait que ses arguments partant des affirmations de Jésus et des miracles présupposent la fiabilité générale des récits des Évangiles. Bien que Lewis ne prétende pas être un spécialiste de la critique néotestamentaire, il maintient qu’il est bien qualifié en tant que critique littéraire pour faire la distinction entre l’histoire, la légende et le mythe. Selon lui, les Évangiles appartiendraient clairement au genre historique. Le scepticisme des critiques radicaux comme Bultmann, affirme-t-il, prend racine dans leurs engagements philosophiques, non dans le caractère des textes.

## Œuvre

### Poésie
- 1919 : Spirits in Bondage (sous le pseudonyme Clive Hamilton)
- 1926 : Dymer (sous le pseudonyme Clive Hamilton)
- 1964 : Poems (parution posthume)
- 1969 : Narrative Poems (parution posthume réunissant des poèmes publiés et inédits)
- 1994 : The Collected Poems of C.S. Lewis (anthologie posthume de tous les poèmes de l'auteur)
- 2011  : C.S. Lewis's Lost Aeneid: Arms and Exile (ouvrage reprenant la traduction par Lewis de l'Énéide de Virgile)

### Romans

#### La Trilogie cosmique(The Space Trilogy)
- 1938 : Au-delà de la planète silencieuse / Le Silence de la Terre (Out of the Silent Planet)  - paru en France sous les deux titres
- 1943 : Perelandra / Voyage à Vénus (Perelandra)  - paru en France sous les deux titres
- 1945 : Cette hideuse puissance (That Hideous Strength)  - paru en France en 1967
- 1977 : La Tour noire et autres histoires (The Dark Tower and Other Stories), recueil de deux romans inachevés et quatre histoires courtes publié post-mortem (paru en France en 2020 chez Antigone14 Editions,  (ISBN 978-2-37233-046-6), trad. Bertrand Augier)

#### Le Monde de Narnia(The Chronicles of Narnia)
- 1950 : Le Lion, la Sorcière blanche et l'Armoire magique (The Lion, the Witch and the Wardrobe)
- 1951 : Le Prince Caspian (Prince Caspian)
- 1952 : L'Odyssée du Passeur d'Aurore (The Voyage of the Dawn Treader) (réédité en 1983 sous le titre Le Voyage de la "Belle Aurore")
- 1953 : Le Fauteuil d'argent (The Silver Chair)
- 1954 : Le Cheval et son écuyer (The Horse and His Boy)
- 1955 : Le Neveu du magicien (The Magician's Nephew)
- 1956 : La Dernière Bataille (The Last Battle)

#### Autres romans
- 1933 : Le Retour du pèlerin (The Pilgrim's Regress)
- 1942 : Tactique du diable (The Screwtape Letters) - paru en France en 1943 aux éditions Delachaux et Niestlé
- 1945 : L'Autobus du paradis (The Great Divorce)
- 1945  : Le Grand Divorce entre le ciel et la terre (The Great Divorce) - paru en France en 1947, puis réédité en 1980 sous le titre L'Autobus du paradis
- 1956 : Un visage pour l'éternité, un mythe réinventé (Till We Have Faces, a Myth Retold) - autre titre français : Tant que nous n'aurons pas de visage
- 1961 : Démo(n)cratiquement vôtre (Screwtape Proposes a Toast)  - suite de Tactique du diable

### Nouvelle isolée
- 1958 : Ministering Angels

### Autobiographie
- 1955 : Surpris par la joie (Surprised by Joy) - paru en France en 1964[11]

### Essais
- 1936 : The Allegory of Love
- 1939 : Rehabilitations and Other Essays
- 1939 : The Personal Heresy
- 1940 : Le Problème de la souffrance (The Problem of Pain)  - paru en France en 1950[12]
- 1942 : The Case for Christianity
- 1942 : A Preface to Paradise Lost
- 1942 : Broadcast Talks
- 1943 : L'Abolition de l'homme (The Abolition of Man)  - paru en France en 1986[13]
- 1943 : Christian Behaviour
- 1944 : Beyond Personality
- 1944 : English Literature in the Sixteenth Century Excluding Drama
- 1947 : Miracles (Miracles (book))  - réédité en France en 2018 aux éditions Empreinte temps présent
- 1947 : Arthurian Torso (essai sur la poésie de l'écrivain britannique Charles Williams)
- 1952 : Les Fondements du christianisme (Mere Christianity) (reprise dans une version augmentée des essais Broadcast Talks, Christian Behaviour et Beyond Personality)  - paru en France en 1979[14]
- 1954 : Major British Writers, volume I (article sur Edmund Spencer)
- 1958 : Réflexions sur les psaumes (Reflections of Psalms)
- 1960 : Les Quatre Amours (The Four Loves)
- 1960 : Studies in Words
- 1960 : The World's Last Night and Other Essays
- 1961 : Expérience de critique littéraire (An Experiment in Criticism) - paru en France en 1961[15]
- 1961 : Apprendre la mort (A Grief Observed)  - paru en France en 1974[16]
- 1962 : They Asked for a Paper: Papers and Adresses
- 1963 : Selections from Layamon's Brut (introduction au poème de Layamon)

### Essais, correspondances et autres ouvrages posthumes
- 1964 : Lettres à Malcolm (Letters to Malcolm: Chiefly on Prayer) - réédition en 1970 sous le titre Si Dieu écoutait : lettres à Malcolm sur la prière
- 1964 : The Discarded Image: An Introduction to Medieval and Renaissance Literature
- 1964 : Studies in Medieval and Renaissance Literature
- 1966 : On Stories: and Other Essays on Literature
- 1967 : Spenser's Images of Life
- 1967 : Letters to an American Lady
- 1967 : Christian Reflections
- 1969 : Selected Literary Essays
- 1970 : Dieu au banc des accusés (God in the Dock) (recueil d'essais apologétiques paru en France en 1982[9])
- 1971 : Undeceptions
- 1980 : The Weight of Glory and Other Addresses
- 1982 : Of Other Worlds
- 1984 : The Business Of Heaven: Daily Readings From C. S. Lewis
- 1986 : Present Concerns
- 1993 : All My Road Before Me: The Diary of C. S. Lewis 1922–27
- 1998 : Compelling Reason: Essays on Ethics and Theology
- 1999 : The Latin Letters of C.S. Lewis
- 2000 : Collected Letters, Vol. I: Family Letters 1905–1931
- 2003 : From Narnia to a Space Odyssey : The War of Ideas Between Arthur C. Clarke and C.S. Lewis
- 2004 : Collected Letters, Vol. II: Books, Broadcasts and War 1931–1949
- 2007 : Collected Letters, Vol. III: Narnia, Cambridge and Joy 1950–19637
- 2013 : Image and Imagination Essays and Reviews

## Dans la fiction
C.S. Lewis apparaît dans un film de fiction :
- Freud la dernière confession : interprété par Matthew Goode[17]